# Miramichi
Pour les articles homonymes, voir Miramichi (homonymie).
Miramichi (17 537 habitants en 2016) une cité située dans la Commission de services régionaux du Grand-Miramichi, à l'est du Nouveau-Brunswick, au Canada. Elle est située dans le comté de Northumberland, à l'embouchure du fleuve Miramichi, qui se jette dans le golfe du Saint-Laurent.

## Géographie

### Géographie physique

#### Situation
Miramichi est situé sur la côte est du Nouveau-Brunswick, le long du fleuve Miramichi jusqu'à son estuaire, la baie de Miramichi. La cité a une superficie de 179,93 km2. Miramichi se trouve à 390 kilomètres de route au nord-nord-ouest d'Halifax, à 810 km à l'est-nord-est de Montréal et à 865 km au nord-est de Boston.
Les terres s'élèvent du niveau de la mer jusqu'à une centaine de mètres. La rive droite est plutôt plate tandis que le relief de la rive gauche est plus escarpé et les ruisseaux creusent d'importants vallons.

#### Hydrographie
Le principal cours d'eau est le fleuve Miramichi. La ville s'étend vers l'est à partir du confluent de la Branche Sud et de la Branche Nord-Ouest.
Ses principaux affluents sont, sur la rive gauche, le ruisseau French Fort et le ruisseau Mill Cove. Sur la rive droite, les principaux sont le ruisseau du Moulin à Carder et le ruisseau Black.
D'autres cours d'eau importants passent dans le territoire mais se déversent plus loin. Les principaux sont au nord la rivière Bartibog et au sud la rivière Napan, tous des affluents du fleuve.
Il n'y a pas de lac important. Sur la rive gauche, les principaux sont The Lake (Le Lac), dans les terres au nord de Douglastown, l'étang Buckley et l'anse French Fort, juste à l'est de Newcastle. Sur la rive droite, les principaux sont le lac de Douglasfield, le réservoir de Chatham et le lac Chatham.
La cité compte plusieurs marécages. Les principaux sont ceux de la rivière Napan et de la rivière Bartibog.
L'île Boishébert s'avance dans la cité mais fait partie du territoire de Derby. Un îlot sans nom se trouve en face de Douglastown et un autre en face de Moorefield. L'île Middle, qui comprend un parc, est accessible à partir de la rive droite par un pont.

#### Géologie
Le sous-sol de Miramichi est composé principalement de roches sédimentaires du groupe de Pictou datant du Pennsylvanien (entre 300 et 311 millions d'années).

### Géographie humaine

#### Quartiers
Miramichi compte plusieurs quartiers bien définis. Sur la rive gauche, à la limite avec Eel Ground 2, se trouve Jones Crossing, où s'élèvent quelques maisons et surtout une usine de pâtes et papier. Ensuite s'étend Northwest Bridge, un quartier résidentiel. À l'est se trouve le premier quartier important, Newcastle. Celui-ci peut se subdiviser en d'autres quartiers plus petits (nord du chemin de fer, quartiers industriels, etc.). On retrouve quelques hameaux le long de la route 430, au nord de Newcastle. Le long du fleuve s'élèvent ensuite successivement Nordin, Douglastown, Ferry Road, avec au nord Back Lots, Moorefield, Millbank et une partie de Lower Newcastle. Ce sont surtout des quartiers résidentiels et d'apparence rurale dans l'est, sauf Douglastwon, qui compte entre autres un centre commercial et quelques autres commerces et services.
Sur la rive droite se trouvent Nelson-Jonction et Chemin-Nelson-Sud, deux villages-rue résidentiels. Après le ruisseau du Moulin à Carder, en face de Newcastle, se trouve Nelson-Miramichi, un quartier ouvrier, avec au sud Craigville et quelques hameaux le long de la route 126. Le long du fleuve se trouve ensuite Chatham Head, un important quartier résidentiel. Au sud de ce dernier se trouve Douglasfield, un quartier rural. Après Chatham Head s'étendent successivement Bas-Chatham Head, Bushville avec ses usines et l'autre quartier important, Chatham. Au-delà de l'autoroute qui contourne la ville au sud s'étend Curtis Park, une ancienne base militaire, et l'aéroport de Chatham. À l'est de Chatham, toujours le long du fleuve, s'élèvent Forest Corner et finalement Loggieville, d'importants quartiers résidentiels.

## Toponymie
Les Micmacs appelaient la rivière Megamaage, ce qui signifie terre des Micmacs. Champlain lui donna le nom Misamichy.

## Histoire
Royaume de France (1636-1654)

 Royaume d'Angleterre (1654-1657)

 Royaume de France (1657-1674)

 Provinces-Unies (1674-1677)

 Royaume de France (1677-1690)

 Royaume d'Angleterre (1690-1692)

 Royaume de France (1692-1763)

 Royaume de Grande-Bretagne (1763-1801)

 Royaume-Uni de Grande-Bretagne et d'Irlande (1801-1867)

### Préhistoire (-1500 à 1636)
Miramichi est situé dans le territoire historique des Micmacs, plus précisément dans le district de Sigenigteoag, qui comprend l'actuel côte Est du Nouveau-Brunswick, jusqu'à la baie de Fundy. Les Micmacs se servaient de Quoomeneegook, l'« île des Pins » ou l'île Boishébert de nos jours, comme lieu de campement et de cérémonies.

### Régime français (1636-1763)
En 1636, Nicolas Denys obtient une seigneurie au confluent des rivières Miramichi Sud-Ouest et Miramichi Nord-Ouest.
Au milieu du XVIIIe siècle, les Acadiens fondent plusieurs villages dans les environs de Miramichi mais leur population varie constamment. Ces villages étaient vraisemblablement situés à l'île Boishébert, à la pointe Wilson et à la pointe Acadienne (Canadian), en plus des villages construits à Burnt Church et à Baie-du-Vin. À partir de 1756, durant la Déportation des Acadiens, Charles Deschamps de Boishébert rassemble de nombreux réfugiés Acadiens à Miramichi. Boishébert fait construire une batterie à l'anse French Fort. Entre 1756 et 1758, plus de mille Acadiens meurent de faim et de froid. De 1757 à 1758, l'île Boishébert sert certainement de base pour les campagnes contre les Anglais et pour les renforts destinés à la forteresse de Louisbourg ainsi que de port de transbordement des marchandises destinées à cette dernière. En septembre 1758, le colonel James Murray détruit plusieurs hameaux de l'embouchure du fleuve. Il se peut que les hameaux de l'île Boishébert soient détruits en 1760 par John Byron, capitaine du Fame. Quoi qu'il en soit, ces hameaux sont déjà en ruine en 1785 et il y a dans les années précédentes un exode important des familles acadiennes vers le Québec.

### Du traité de Paris à nos jours
L'Écossais William Davidson s'établit en 1764 à la pointe Wilsons et est rapidement rejoint par d'autres Écossais, provenant directement d'Écosse ou sinon de l'Île-du-Prince-Édouard ou de Nouvelle-Écosse. Miramichi souffre des attaques de corsaires américains durant la révolution, poussant plusieurs habitants à s'établir dans la vallée du fleuve Saint-Jean. Quelques Loyalistes s'établissent à Miramichi après la révolution, suivis par des Écossais. De nombreux Irlandais arrivent après 1825.
Black Brook, désormais une partie de Loggieville, est fondé avant 1785 par un certain Blake, qui serait, selon la tradition orale, le commandant du navire ayant incendié Burnt Church; la population est grossie par l'arrivée d'Écossais.
Les deux plus grandes villes, Newcastle et Chatham, sont situées sur les côtés opposées de la rivière, approximativement à 10 km l'une de l'autre. Newcastle a été colonisée en premier par les Écossais vers la fin du XVIIIe siècle, appelée à l'origine Miramichi avant que le nom soit changé parce que beaucoup de colons l'épelaient incorrectement. L'économie de la ville est basée sur la forêt et au bord de la ville est située un grand moulin à papier appartenant à UPM-Kymmene. Le fameux propriétaire de journal britannique et ministre de la Production d'Aéronefs durant la Seconde Guerre mondiale, Max Aitken, Lord Beaverbrook, est né ici.
Chatham est fondé après 1770 par des Écossais. Chatham prend beaucoup d'expansion à partir de 1812 grâce au commerce de bois. Douglastwon, d'abord appelé Gretna Green, est fondé probablement avant 1825 par des Écossais.
En 1825, Miramichi est l'endroit le plus touché par les Grands feux de la Miramichi, qui dévastent entre 10 000 km2 et 20 000 km2 dans le centre et le nord-est de la province et tuent en tout plus de 280 personnes, dont 160 à Miramichi,.
Selon la tradition orale, Nowlan est fondé en 1827 par des Irlandais de la région. Toujours selon la tradition orale, Nelson est fondé après 1829 par des Irlandais originaires de la rivière Barnaby et de Nowlan, ayant acheté des terres à cet endroit afin de se rapprocher de l'église catholique. Chatham a été fondée par les Anglais et les Irlandais[réf. nécessaire] et se fait appeler la capitale irlandaise du Canada. Chatham est constitué en ville en 1896. L'Université St. Thomas était située à Chatham jusqu'à ce qu'elle soit transférée à Fredericton, et les Forces armées canadiennes avaient une base à Chatham entre 1940 et 1996.
L'école élémentaire Harkins est inaugurée en 1896. L'électricité est disponible à Newcastle et Loggieville dès 1912, grâce à la présence d'usines. La Commission d'énergie électrique du Nouveau-Brunswick alimente tout d'abord l'usine à papier Fraser's de Millville en 1921, grâce à l'électricité achetée de la Consolidated Bathurst.
L'école intermédiaire ouvre ses portes en 1940. L'école primaire Ian Baillie est inaugurée en 1959. Les travaux de l'école élémentaire Croft sont terminés en 1967. L'école secondaire mémoriale James M. Hill est inaugurée en 1970. L'école secondaire Miramichi Valley ouvre ses portes en 1972.
L'école élémentaire Gretna Green est inaugurée en 1980. L'usine de contreplaqué George Burchill & sons ferme en 1981, faisant perdre 225 emplois; elle rouvre temporairement en 1982. Le plus puisant tremblement de terre de l'histoire connue de la province, d'une magnitude de 5,7, se produit en 1982 dans la région de Miramichi. L'école intermédiaire Dr. Losier ouvre ses portes en 1983. L'école Carrefour-Beausoleil, le seul établissement d'enseignement francophone, est inaugurée en 1985.
En 1992, une étude provinciale recommande la fusion de plusieurs villes et celle de Miramichi est proposée par une autre étude publiée l'année suivante. Les rivalités ethniques et politiques de longue date poussent des résidents de Newcatsle et Chatham à faire front commun contre la fusion et exiger un référendum, ce que le gouvernement ignore. La nouvelle cité de Miramichi est créée en mai 1994, en fusionnant les villes de Newcastle, Chatham, Douglastown, Loggieville et Nelson, les DSL de Nordin et de Moorefield ainsi que des parties des districts de services locaux de Ferry Road-Russellville, de la paroisse de Chatham, de la paroisse de Glenelg et de la paroisse de Nelson. La cité est officiellement constituée le 1er janvier 1995. Entretemps, l'école rurale Nelson accueille ses premiers étudiants en 1994. L'école élémentaire St. Andrews devient la plus récente école anglophone en 1997.
Lors de la réforme municipale du 1er janvier 2023, le gouvernement local de Miramichi est constitué de la fusion de la cité de Miramichi ainsi que de portions de la paroisse de Nelson et de la paroisse de Newcastle.

## Démographie
(septembre 2024).
La cité comptait 17 811 habitants en 2011, soit une baisse de 1,8 % en 5 ans. Les données du recensement de 2011 n'étant pas encore toutes disponibles, les autres aspects de la démographie de Miramichi sont connus grâce au recensement de 2006. Il y a en tout 3160 ménages dont 2065 familles. Les ménages comptent en moyenne 2,4 personnes tandis que les familles comptent en moyenne 2,8 personnes. Les ménages sont composés de couples avec enfants dans 26,2 % des cas, de couples sans enfants dans 32,1 % des cas et de personnes seules dans 24,4 % des cas alors que 17,4 % des ménages entrent dans la catégorie autres (familles monoparentales, colocataires, etc.). 72,3 % des familles comptent un couple marié, 9,2 % comptent un couple en union libre et 18,5 % sont monoparentales. Dans ces dernières, une femme est le parent dans 87,6 % des cas. L'âge médian est de 43,1 ans, comparativement à 41,5 ans pour la province. 84,5 % de la population est âgée de plus de 15 ans, comparativement à 83,8 % pour la province. Les femmes représentent 52,2 % de la population, comparativement à 51,3 % pour la province. Chez les plus de 15 ans, 29,8 % sont célibataires, 52,1 % sont mariés, 3,8 % sont séparés, 6,4 % sont divorcés et 8,1 % sont veufs. De plus, 6,3 % vivent en union libre.
| 1991   | 1996   | 2001   | 2006   | 2011   | 2016   |
| ------ | ------ | ------ | ------ | ------ | ------ |
| 21 165 | 19 241 | 18 508 | 18 129 | 17 811 | 17 537 |

Les autochtones représentent 1,7 % de la population et 1,4 % des habitants font partie d'une minorité visible. Les immigrants représentent 2,9 % de la population et moins de 0,1 % des habitants sont des résidents permanents. 0,7 % des habitants ne sont pas citoyens canadiens et 92,7 % des habitants âgés de plus de 15 ans sont issus de familles établies au Canada depuis trois générations ou plus. En date du 16 mai 2006, 89,4 % des gens avaient la même adresse depuis au moins un an alors que 7,2 % habitaient auparavant ailleurs dans la même ville, que 1,9 % habitaient ailleurs dans la province, que 1,3 % habitaient ailleurs au pays et que 0,1 % habitaient ailleurs dans le monde. À la même date, 72,7 % des gens avaient la même adresse depuis au moins cinq ans alors que 18,5 % habitaient auparavant ailleurs dans la même ville, que 4,8 % habitaient ailleurs dans la province, que 3,4 % habitaient ailleurs au pays et que 0,6 % habitaient ailleurs dans le monde.
La langue maternelle est le français chez 8,2 % des habitants, l'anglais chez 89,3 % et les deux langues chez 0,7 % alors que 1,8 % sont allophones. Les deux langues officielles sont comprises par 18,6 % de la population, alors que 0,3 % des habitants sont unilingues francophones, que 81,0 % sont unilingues anglophones et que 0,1 % ne connaissent ni l'anglais ni le français. Le français est parlé à la maison par 3,0 % des gens, l'anglais par 95,4 %, les deux langues officielles par 0,4 %, le français et une langue non officielle par 0,0 %, l'anglais et une langue non officielle par 0,3 % et une langue non officielle seule par 0,9 %. Le français est utilisé au travail par 2,0 % des employés et l'anglais par 96,3 % alors que 1,8 % des employés utilisent les deux langues officielles et que 0,0 % utilisent une langue non officielle ou une combinaison de l'anglais et/ou du français et une langue non officielle.
| Évolution des langues maternelles (en %) | Légende                                                         |
| ---------------------------------------- | --------------------------------------------------------------- |
|                                          | - Anglais - Français - Anglais et français - Autre(s) langue(s) |
| Sources,:                                |                                                                 |

Chez les plus de 15 ans, 24,7 % n'ont aucun certificat, diplôme ou grade, 27,7 % ont uniquement un diplôme d'études secondaires ou l'équivalent et 47,6 % détiennent aussi un certificat, un diplôme ou un grade post-secondaire; par comparaison, ces taux s'élèvent à 29,4 %, 26,0 % et 44,6 % au provincial. Parmi la même tranche d'âge, 12,2 % des gens possèdent un diplôme d'un programme d'un an au CCNB ou l'équivalent, 19,7 % détiennent un diplôme d'un programme de trois ans au CCNB ou l'équivalent, 3,0 % ont un diplôme ou un certificat universitaire inférieur au baccalauréat et 12,7 % ont un certificat, un diplôme ou un grade universitaire plus élevé. Parmi ces diplômés, 11,2 % sont formés en enseignement, 3,0 % en arts ou en communications, 3,8 % en sciences humaines, 6,0 % en sciences sociales ou en droit, 20,3 % en commerce, en gestion ou en administration, 1,5 % en sciences et technologies, 4,3 % en mathématiques ou en informatique, 21,9 % en architecture, en génie ou dans des domaines connexes, 3,1 % en agriculture, en ressources naturelles ou en conservation, 16,1 % en santé, parcs, récréation ou conditionnement physique, 8,8 % en services personnels, de protection ou de transport et 0,0 % dans d'autres domaines. Les diplômés post-secondaires ont terminé leurs études à l'extérieur du pays dans 3,6 % des cas.

## Économie
(septembre 2024).

### Travail et revenu
Le recensement de 2006 de Statistique Canada fournit aussi des données sur l'économie. Chez les habitants âgés de plus de 15 ans, le taux d'activité était alors de 59,5 %, le taux d'emploi était de 52,1 % et le taux de chômage était de 12,5 %; à titre de comparaison, ceux de la province étaient respectivement de 63,7 %, 57,3 % et 10,0 %.
Parmi la population en âge de travailler, 9 820 personnes ont déclaré des gains et 14 335 ont déclaré un revenu en 2005. 88,9 % avaient aussi déclaré des heures de travail non rémunérées. Le revenu médian s'élevait alors à 20 993 $ avant et à 19 380 $ après impôt, comparativement à la moyenne provinciale de 22 000 $ avant et 20 063 $ après impôt; les femmes gagnaient en moyenne 3 321 $ de moins que les hommes après impôt, soit 19 380 $. En moyenne, 65,9 % du revenu provenait de gains, 19,2 % de transferts gouvernementaux et 14,9 % d'autres sources. 8,7 % de toutes les personnes dans les ménages avaient un faible revenu après impôt, une proportion montant à 13,6 % pour les moins de 18 ans.
Parmi la population active occupée, 3,5 % des gens travaillaient à domicile, 0,1 % travaillaient ailleurs dans le monde, 7,3 % étaient sans lieu de travail fixe et 89,0 % avaient un lieu de travail fixe. Parmi les travailleurs ayant un lieu de travail fixe, 89,1 % travaillaient en ville, 6,2 % travaillaient ailleurs dans le comté, 3,4 % travaillaient ailleurs dans la province et 1,2 % travaillaient dans une autre province.

### Principaux secteurs
En 2006, on dénombrait 3,4 % des emplois dans l'agriculture, la pêche et les autres ressources, 5,0 % dans la construction, 11,7 % dans la fabrication, 2,6 % dans le commerce de gros, 15,4 % dans le commerce de détail, 4,0 % dans la finance et l'immobilier, 15,1 % dans la santé et les services sociaux, 6,6 % dans l'éducation, 15,6 % dans les services de commerce et 20,6 % dans les autres services. La coopérative Northumberland, l'un des deux grands producteurs de produits laitiers au Nouveau-Brunswick, est basé en ville.
La Beaubear Credit Union est une caisse populaire membre de la Credit Union Central of New Brunswick. Elle compte deux succursales.
Entreprise Miramichi, membre du Réseau Entreprise, a la responsabilité du développement économique. Miramichi est également le siège de la CBDC Northumberland.

## Administration
Newcastle, maintenant annexé à la cité, est le chef-lieu du comté de Northumberland depuis sa création en 1784.

### Conseil municipal
Le conseil municipal est formé d'un maire et de dix conseillers généraux.
Conseil municipal actuel
Le conseil municipal actuel est élu lors de l'élection quadriennale du 10 mai 2021.
| Mandat      | Fonctions   | Nom(s)                                                                                                  |
| ----------- | ----------- | --- |
| 2016 - 2020 | Maire       | Adam Lordon (suppléant)                                                                                 |
| 2016 - 2020 | Conseillers | Chad Duplessie, Billy Fleiger, Brian King, Tom King, Tara Ross-Robinson, Tony Walsh et Shelly Williams. |

Conseils précédents
Un conseil est formé à la suite de l'élection du 12 mai 2008. Le conseil municipal précédent est élu lors de l'élection quadriennale du 14 mai 2012. Le second dépouillement du 23 mai suivant confirme l'élection de la conseillère Peggy M. McLean face à Michael J. (Tanker) Malley.
|  | Indépendant | 1995-1998     | M. Janice Morrison |
|  | Indépendant | 1998-2004     | Rupert J. Bernard  |
|  | Indépendant | 2004-2008     | John McKay         |
|  | Indépendant | 2008-2016     | Gerry Cormier      |
|  | Indépendant | 2016-en cours | Adam Lordon        |

### Représentation et tendances politiques
Nouveau-Brunswick : Miramichi est représentée à l'Assemblée législative du Nouveau-Brunswick par deux députés.
|                          | Député          | Parti                           |
| Baie-de-Miramichi—Neguac | Sam Johnston    | Parti libéral                   |
| Miramichi-Est            | Michelle Conroy | Parti progressiste-conservateur |

 Canada: Miramichi fait partie de la circonscription électorale fédérale de Miramichi—Grand Lake, qui est représentée à la Chambre des communes du Canada par Jake Stewart, du Parti conservateur. Il fut élu lors de la 44e élection fédérale, en 2019.

## Vivre à Miramichi

### Éducation
Miramichi est le siège du district scolaire Anglophone North, qui regroupe toutes les écoles anglophones des comtés de Gloucester, Kent, Northumberland et Restigouche. Miramichi était le siège du district scolaire 16 jusqu'à la réforme de 2012. Il regroupait toutes les écoles publiques anglophones des comtés de Northumberland et de Kent.
La ville compte à elle seule douze écoles anglophones et sept d'entre elles ont un programme d'immersion française. The Learning Center-Miramichi est une école alternative et il y a aussi un établissement de services externes, le New Brunswick Youth Centre. La population francophone bénéficie de l'école Carrefour Beausoleil, qui fait partie du district scolaire #11, dont le siège est à Tracadie-Sheila.
Miramichi possède aussi trois bibliothèques publiques, deux anglaises et une française.

### Transport
Un pont important enjambe la rivière et la ville est desservie par le train Océan (Montréal-Halifax) de Via Rail Canada. La gare de Miramichi est desservie 6 fois par semaine par VIA Rail.

### Eau, communications et énergie
La centrale à turbine à combustion de Millbank, opérée par Énergie NB, a une capacité de 399 mégawatt avec ses quatre turbines au diesel. Elle fonctionne depuis 1991. Miramichi compte aussi un bureau régional d'Énergie NB.

### Autres services publics
Miramichi possède une caserne de pompiers, située sur la rue Jane. Miramichi possède également son propre service de police. Le détachement de la Gendarmerie royale du Canada le plus proche est quant à lui situé à Sunny Corner.
Miramichi est le siège d'un tribunal de la Cour provinciale du Nouveau-Brunswick.
La cité compte quatre bureaux de poste, en plus d'un comptoir postal.

### Santé
Miramichi est le siège du Réseau de santé Horizon, qui regroupe tous les hôpitaux des régions anglophones de la province.
La ville bénéficie de l'hôpital régional de Miramichi, comptant 161 lits, ainsi que d'une clinique de santé de jour et de deux foyer de soins agréés, soit la Miramichi Senior Citizens Home et le Mount Saint Joseph of Chatham.
La ville bénéficie du marché agricole de la rue Water, à Chatham, ainsi que du marché agricole de Newcastle, situé sur la route King George.

### Médias
Miramichi est desservi par le quotidien anglophone Telegraph-Journal de Saint-Jean, alors que l'hebdomadaire Miramichi Leader/Weekend est publié en ville. Les Acadiens sont quant à eux desservis par le quotidien L'Acadie nouvelle, de Caraquet, ainsi que par l'hebdomadaire L'Étoile, de Dieppe. Les mensuels Get Hooked on the River et New Brunswick Business Journal sont aussi publiés à Mirmaichi.

### Sport et parcs
La ville bénéficie du Miramichi Golf & Country Club, un parcours de golf fondé en 1925, qui a la particularité d'avoir un chalet construit en 1825.

### Religion
Miramichi est le siège de l'archidiaconé de Chatham, qui regroupe toutes les paroisses anglicanes du nord-est de la province. Il dépend du diocèse anglican de Fredericton et il compte un seul doyenné, le doyenné de Chaleur-Miramichi. Il y a cinq églises anglicanes en ville, soit l'église St. Andrew's, l'église St. Mark's, l'église St. Mary's et l'église St. Paul's.

## Culture

### Architecture et monuments

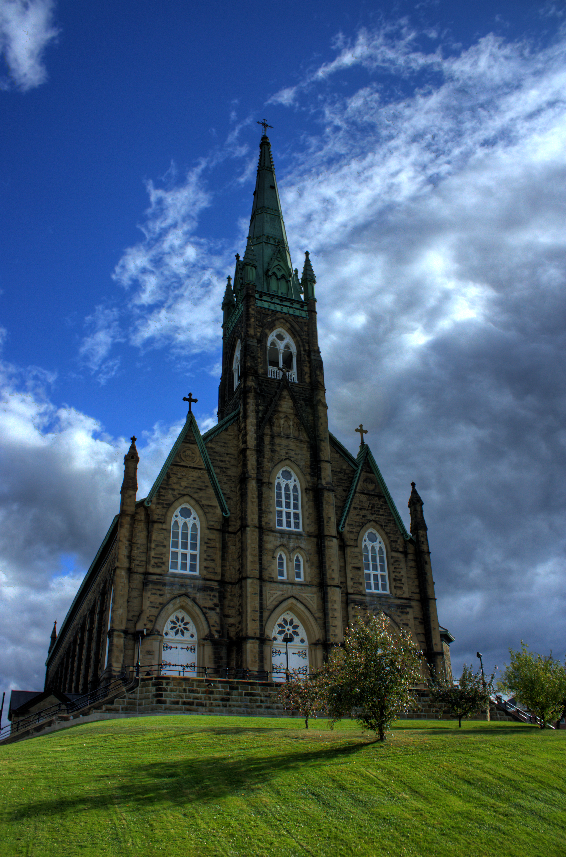
La basilique Saint-Michaël.

Chatham est connue pour sa basilique Saint Michael's, une imposante structure néo-gothique située sur une colline surplombant la ville et la rivière Miramichi. Plus grande église à l'est de la ville de Québec, la basilique, bâtie à l'origine comme la cathédrale de l'ancien diocèse de Chatham, est une structure remarquable pour une si petite ville. L'ancien bureau de poste de Chatham, l'église St. James et St. John, l'église Saint Paul's, l'hôpital de la Marine, la maison Beaverbrook, la maison John T. Willinston, la maison Peters, le palais de justice du comté de Northumberland, le presbytère Saint Michael's et le quartier historique de la rue Water sont des sites historiques provinciaux.

### Gastronomie
Plusieurs produits laitiers, dont du fromage panir, sont fabriqués à Miramichi.

### Médias
Le Réveil de Miramichi, publié par Cédici à Bas-Caraquet, est distribué mensuellement par la poste. Il est commandité par le Carrefour Beausoleil et a un tirage de 1000 exemplaires gratuits. Le quotidien francophone est L'Acadie nouvelle, publié à Caraquet.

### Personnalités
- William Abrams (né en 1785 à Plymouth, mort en 1844 à Newcastle), homme d’affaires, juge de paix, juge, fonctionnaire et officier de milice ;
- Michael Adams (1845-1899), avocat et homme politique, né dans le quartier de Douglastown ;
- Thomas Barnaby (1841-1907), bûcheron et chef micmac, né près de Miramichi ;
- John Patrick Barry (1892-1936), avocat et homme politique, né à Chatham ;
- George Burchill (1820-1907), homme d'affaires, mort à Nelson ;
- George Percival Burchill (1889-1977), homme d'affaires et homme politique ;
- John Percival Burchill (1820-1907), homme d'affaires et homme politique, né à l'île Boishébert, mort à Newcastle ;
- Jedediah Slason Carvell (1832-1894), homme d'affaires, homme politique et fonctionnaire, né à Newcastle ;
- William Creaghan (1922-2008), avocat et homme politique, né à Nerwcastle ;
- Charles Elijah Fish (1854-1933), homme d'affaires et homme politique, né à Newcastle ;
- John Winston Foran (1952-), policier et homme politique, né à Newcastle ;
- Bill Fraser (1970-), marchand et homme politique, né à Chatham ;
- John James Fraser (1829 - 1896), premier ministre et lieutenant-gouverneur du Nouveau-Brunswick, né dans l’île Beaubears, près du quartier de Newcastle ;
- Raymond Fraser (1941-), écrivain, né à Chatham ;
- Donald Gay (1950-), enseignant et homme politique, né à Chatham;
- Joanna Harrington (1845-1895), mère supérieure, né à Chatham ;
- Charles Hubbard (1940 - ), homme politique, né dans le quartier de Newcastle ;
- W.R. Jardine (1935-), officier de marine et homme politique, né à Chatham ;
- John Mercer Johnson (1818-1868), homme politique, décédé dans le quartier de Chatham ;
- Andrew Loggie (1848-1928), homme d'affaires, né dans le quartier de Loggieville ;
- Greg Malone (1956-), joueur de hockey sur glace, né dans le quartier de Chatham ;
- John William Maloney (1883-1954), marchand de bois et homme politique, né à Nelson ;
- Reginald MacDonald (né en 1934), représentant et homme politique, né à Chatham;
- James MacGregor McCurdy (1830-1886), libraire et instituteur, mort à Newcastle ;
- Joseph Robert Martin (né en 1926), avocat et homme politique, né à Chatham;
- Peter Mitchell, (1824 - 1899), premier ministre du Nouveau-Brunswick, né dans le quartier de Newcastle ;
- William Morriscy (1841-1908), prêtre et médecin, mort à Chatham ;
- Charles Joseph Morrissy (1881-1932), agent d'assurances, comptable et homme politique, né à Newcastle ;
- John Veriker Morrissy (1854-1924), marchand et homme politique, né à Newcastle ;
- Michael Nowlan (1937-), enseignant, poète, éditeur et journaliste, né à Chatham;
- Joseph Leonard O'Brien (1895-1973), homme politique, né à South Nelson.
- Francis Peabody (1760-1841), marin, homme d'affaires, juge de paix et juge, mort à Chatham ;
- Ann Quinlan (1839-1923), institutrice, morte à Chatham ;
- Charles G. D. Roberts (1860-1943), poète considéré comme le « Père de la poésie canadienne », né à DOuglas ;
- James Rogers (1826-1903), prêtre et évêque, mort à Chatham ;
- Brent Sherrard et Valerie Sherrard, écrivains, habitant à Miramichi ;
- Jennie Grahl Hunter Shirreff (1863-1921), infirmière, femme d'affaires et philanthrope, né à Chatham ;
- Percy Smith (1922-2009), avocat et homme politique, né à Newcastle ;
- William Bunting Snowball (1865-1925), marchand de bois et homme politique, né à Chatham ;
- Alexander Taylor (1736-1811), homme d'affaires, fonctionnaire et homme politique, mort à Newcastle ;
- John Thompson (1808-1884), médecin, mort à Chatham ;
- Robert Trevors (1957- ), gestionnaire et homme politique, né à Miramichi;
- Lemuel John Tweedie (1849 - 1917), premier ministre du Nouveau-Brunswick, né et mort dans le quartier de Chatham ;
- John Vondy (1820-1847), médecin, né à Chatham et mort sur l'île Middle ;
- Michael Whelan (Renous-Quarryville, 1858 - Chatham, 1937), poète ;
- Eric Mackay Yeoman (1885-1909), écrivain et poète, né à Newcastle.

### Événements

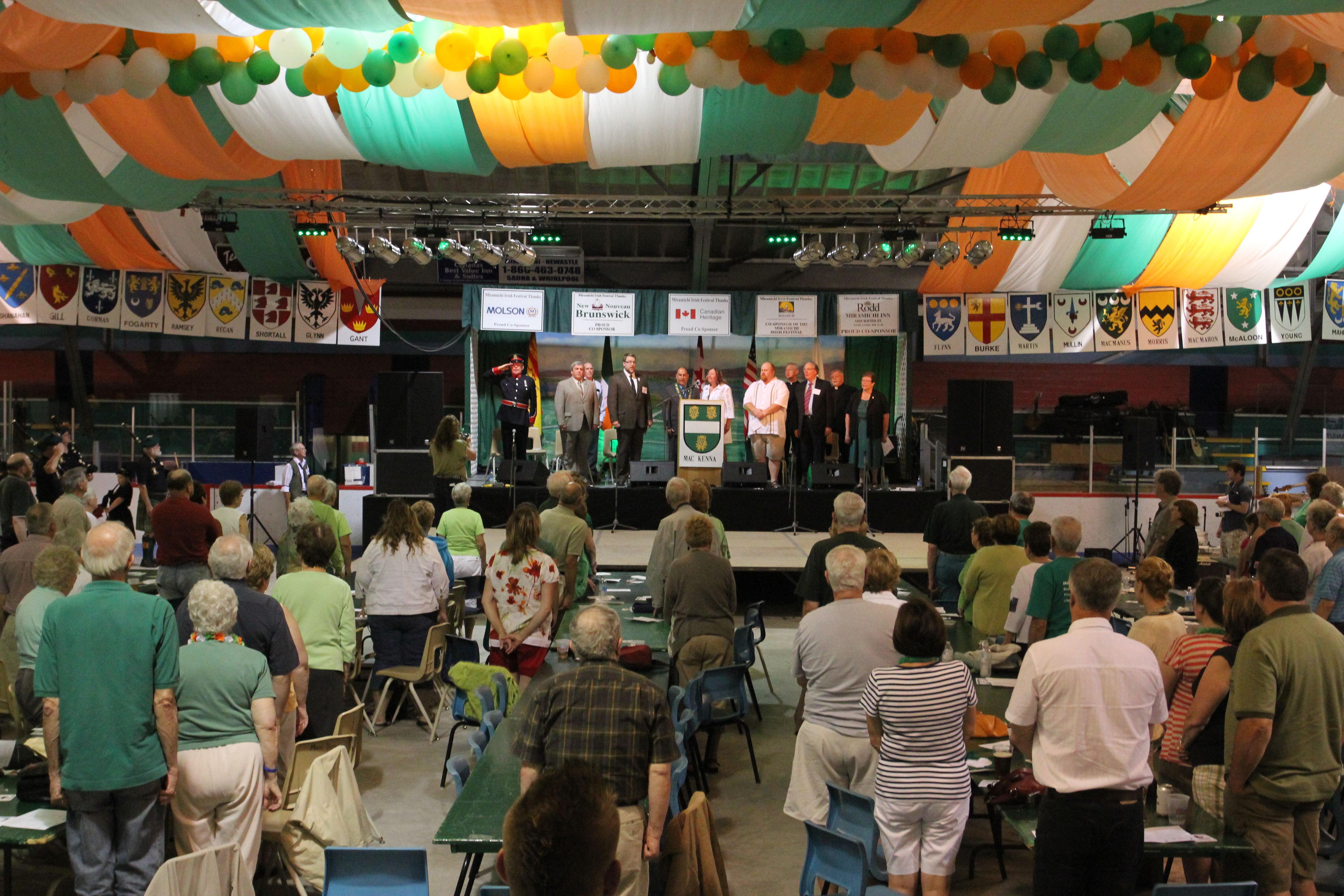
Le festival irlandais de Miramichi.

Le festival du rock 'n' roll, le festival irlandais de la Miramichi et la foire agricole sont organisés au mois de juillet. Le festival des chansons folkloriques a lieu au mois d'août.

### Langue
Selon la Loi sur les langues officielles, Miramichi est officiellement bilingue puisque c'est une obligation pour les cités, peu importe la proportion de francophones ou d'anglophones.

### Miramichi dans la culture
Miramichi fait l'objet d'un poème dans le recueil de poésie La terre tressée, de Claude Le Bouthillier.

## Jumelages
Comté de Monaghan (Irlande) Miramichi est jumelé depuis 1999 avec le comté de Monaghan, en Irlande du Nord.